# Dryopithecini
Dryopithecini je izumrli tribus euroazijskih i afričkih velikih majmuna za koje se vjeruje da su bliski precima gorila, čimpanzi i ljudi. Pripadnici ovog plemena poznati su pod nazivom dryopithecini.

## Taksonomija
- Tribe Dryopithecini †
  - Kenyapithecus
    - Kenyapithecus wickeri

  - Danuvius
    - Danuvius guggenmosi

  - Ouranopithecus
    - Ouranopithecus macedoniensis
    - Ouranopithecus turkae

  - Otavipithecus
    - Otavipithecus namibiensis

  - Oreopithecus
    - Oreopithecus bambolii

  - Nakalipithecus
    - Nakalipithecus nakayamai

  - Anoiapithecus
    - Anoiapithecus brevirostris

  - Dryopithecus
    - Dryopithecus wuduensis
    - Dryopithecus fontani

  - Hispanopithecus
    - Hispanopithecus laietanus
    - Hispanopithecus crusafonti

  - Neopithecus
    - Neopithecus brancoi

  - Pierolapithecus
    - Pierolapithecus catalaunicus

  - Rudapithecus
    - Rudapithecus hungaricus

  - Samburupithecus
    - Samburupithecus kiptalami

  - Udabnopithecus
    - Udabnopithecus garedziensis

  - Griphopithecus
    - Griphopithecus alpani
    - Griphopithecus suessi